# Бакумацу
Бакумацу (яп. 幕末, буквально «конец сёгуната») — смутное время в истории Японии, завершающая часть эпохи Эдо, охватывающее период с 1853 по 1869 год: от прибытия в страну «чёрных кораблей» американского коммодора Мэттью Перри до конца гражданской войны Босин. Итогом бакумацу стала реставрация Мэйдзи: упразднение сёгуната Токугава и переход власти к императору.
Период бакумацу характеризовался всплеском националистических и ксенофобских настроений, в то же время сочетавшихся с большим интересом к европейским наукам и технологиям. Именно в это время Япония вынужденно прекратила политику самоизоляции и подписала несколько неравноправных договоров с западными державами, первой из которых в 1854 году стали США. Иностранцы приобрели в Японии широкие права: открытие морских портов для торговли, низкие таможенные пошлины, право на экстерриториальность своих консульств. Всё это вызвало глубокое недовольство части населения, которая отказалась от поддержки сёгуна и начала возлагать надежды на императора, который, по мнению недовольных, должен был изгнать европейских «варваров» с японской земли. Противники сёгуна, объединившиеся под лозунгом Сонно Дзёи («Да здравствует Император, долой варваров!»), были ответственны за многочисленные убийства иностранцев, особенно в начале 1860-х годов.
Сразу после заключения второго японо-американского договора, который ещё больше ущемлял права Японии, в стране сформировалась оппозиция правящему режиму, которая своими активными действиями немало способствовала падению дома Токугава. Для подавления крестьянских восстаний были отправлены лучшие полицейские силы правительства, но это уже не могло восстановить стабильность. За резкие антиправительственные заявления около сотни лидеров движения были арестованы и казнены по приказу главного чиновника сёгуната, Ии Наосукэ, который был ответственен за заключение договоров с иностранными державами. Среди казнённых были известные на всю Японию мыслители — глава княжества Мито Токугава Нариаки и учёный Ёсида Сёин. Эти действия получили название «репрессии Ансэй».
Затем правительство Токугава решило изменить тактику — были заключены соглашения с группой высшей придворной бюрократии в Киото. Это объединение составило группировку кабугатта, которая, с одной стороны, стремилась укрепить авторитет сёгуната, а с другой — стремилась изгнать «варваров». Внешне сохранялось дружелюбное отношение к иностранцам, необходимое до тех пор, пока тайные действия правительства не помогут собрать достаточное количество сил, необходимое, чтобы дать отпор оккупантам. Лозунг «Почитание императора, изгнание варваров» привлёк симпатии народа к политике сёгуната, но крупных землевладельцев, наконец-то получивших возможность вернуть себе исконные права, он уже не смог убедить.
В 1860 году Ии Наосукэ был убит недовольными самураями. Это убийство нанесло сильный удар по престижу сёгуната, а антиправительственная оппозиция получила новый приток сил.
В 1862 году крупный феодал Симадзу во главе своих войск вошёл в Киото с намерением продемонстрировать императору верноподданнические чувства, а потом двинулся на Эдо. Силы оказались слишком неравными и сёгунат вынужден был отступить.

Японская гравюра на дереве XIX века, изображающая инцидент в Намамуги.

Отношение сёгуната к требованиям иностранцев не устраивало никого из японского населения: по всей Японии начались стихийные и организованные выступления против представителей Запада. В 1862 году в княжестве Сацума самураи убили англичанина, в июне 1863 года c укреплений Симоносэки в княжестве Тёсю были обстреляны иностранные суда. Правительство оказалось меж двух огней: с одной стороны — растущее негодование японцев, с другой — гнев западных держав. 4-5 сентября 1864 года объединённый флот Англии, США, Франции и Нидерландов подверг сокрушительной бомбардировке оплот оппозиционных сил город Тёсю. Но затем в стане иностранных держав произошёл раскол по вопросу отношения к сражавшимся в Японии силам: если Великобритания поддерживала мятежников, то Франция продолжала верить в необходимость восстановления власти сёгунов Токугава. Влияние руководителей оппозиции Ито Хиробуми и Такасуги Синсаку, образованных дворян, побывавших за границей и настаивавших на необходимости модернизации японской экономики и социальной структуры по западным образцам, продолжало усиливаться. Антисёгунатская коалиция, включающая в себя все большее количество провинций, опиралась на финансовую помощь многих банков Японии.
1860-е годы стали временем нарастания общего политического кризиса — движение оппозиции сочеталось с непрекращающимися крестьянскими и городскими бунтами. Движение против сёгуна носило и религиозную окраску: многие священнослужители поддерживали бунтарей, толкуя многочисленные знамения в их пользу.

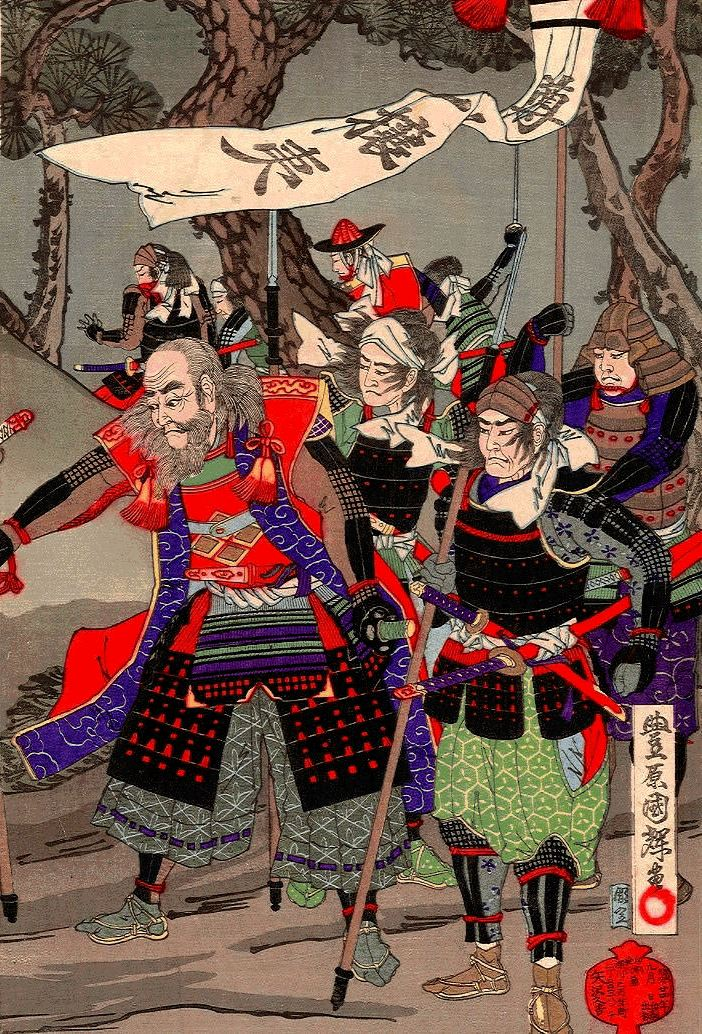
Восставшие самураиМито с лозунгом «Да здравствует Император, долой варваров!» (1864 год)

В 1864 году между правителями княжества Тёсю, которые были лидерами антиправительственной оппозиции в Японии, шли дебаты о захвате Киото. Во время инцидента 30 сентября прошлого года их выгнали оттуда силы умеренной партии, защищавшие сёгунат. Однако в 1864 году союз этих сил раскололся, поэтому большинство правительственных чиновников Тёсю, возглавляемое Курусимой Матабэем, настаивала на немедленном возвращении в столицу. Меньшинство под руководством Такасуги Синсаку и Кидо Такаёси предлагало занять выжидательную позицию и не спешить с захватом Киото. Но 20 августа 1864 года, не дожидаясь прибытия основных сил из Тёсю-хана, части авангарда, расположенные возле Императорского дворца, квартала Сакаи и посёлка Фусими, начали столкновения с сёгунатским гарнизоном столицы. На помощь последнему прибыли отряды Сацума-хана, Айдзу-хана, Кувана-хана и Огаки-хана. Части под командованием Курусимы пробились к воротам Хамагури Императорского дворца, но были остановлены защитниками. В бою Курусима погиб, а Кусака и Маки покончили с собой. Использование огнестрельного оружия обеими сторонами вызвало в городе большой пожар, в котором сгорело более 28 тысяч зданий. Инцидент возле ворот Хамагури послужил поводом для организации сёгунатом первой карательной экспедиции в княжество Тёсю. Последнее не смогло противостоять правительственным силам и капитулировало. Организаторы похода на Киото и офицеры, которые принимали в нём участие, были казнены.
В 1865 году в Тёсю произошёл переворот. Представитель радикальных реформаторов Такасуги Синсаку поднял войска в Симоносеки и захватил власть. Такасуги принял на службу незнатного, но талантливого организатора Омуру Масудзиро. Последний начал закупать новейшее вооружение и корабли, обновил тактику ведения боя и всячески подготовился к противостоянию с японским правительством. Сёгун Токугава Иэмоти начал вторую карательную экспедицию в княжество Тёсю, но его смерть в 1866 году прекратила конфликт.

Токугава Ёсинобу объявляет своим подчинённым решение вернуть власть Императору.

Обострение внутриполитических конфликтов заставило иностранцев выдвинуть новые требования японскому правительству, которые сёгун принял безоговорочно. Это стало последней каплей, переполнившей чашу терпения антисёгунатских сил. Группировка южных княжеств двинула войска к Киото. Смерть императора Комэя, на авторитете которого держался договор императора и сёгуна, разрушила обязательства императорского двора перед слабеющим сёгунатом. Противники Токугава выдвинули требование вернуть власть законному правителю — малолетнему преемнику Комэя, Муцухито. Кэйки, последний правитель рода Токугава, видя решительность глав оппозиции и военную силу противника, в 1867 году согласился с предъявленными требованиями. Но формальный отказ от власти был простым прикрытием. Сохранив власть в Центральной и Северной Японии, Кэйки думал таким образом выиграть время, необходимое для концентрации достаточного количества сил, чтобы дать отпор войскам противников. Однако в боях с антисёгунатской коалицией при Тоба и Фусими в окрестностях Киото в январе 1868 года он потерпел поражение и бежал в свою резиденцию, которую тоже был вынужден сдать под напором преследователей. Окончательно господство дома Токугава было сломлено лишь в длительной гражданской войне, охватившей большую часть территории страны.